# Щілинозуб кубинський
Щілинозуб кубинський (Atopogale cubana syn. Solenodon cubanus) — тварина родини щілинозубів (Solenodontidae), ендемік Куби. Незвичною рисою цього ссавця є те, що його слина отруйна. Вид споріднений з іншим видом, гаїтянським щілинозубом (Solenodon paradoxus).
Щілинозуб кубинський відкритий в 1861 році німецьким натуралістом Вільгельмом Петерсом, з часу відкриття було спіймано всього 37 екземплярів. До 1970 року його вважали вимерлим, оскільки востаннє його спостерігали лише в 1890 році. Проте в 1974 і 1975 роках були спіймані ще 3 екземпляри, і подальші дослідження довели, що вони ще водяться в східних провінціях Куби. Останній екземпляр був спійманий в 2003 році.
Кубинський щілинозуб дещо більший за гаїтянського. У нього довгі стирчасті, майже голі вуха і крихітні очі, надзвичайно розтягнуте рило і довгий голий, лускоподібний хвіст. Задні кінцівки довші за передні; при ходьбі спирається на пальці. На передніх лапах сильні кігті. Шерсть у нього м'якіша й довша, ніж у гаїтянського. Забарвлення чорно-коричневе, на спині майже чорне, з домішкою брудно-білого або темно-жовтого волосся. Слина вважається отруйною. Зубна формула 3/3,1/1,3/3,3/3 = 40 (Vaughn et al., 2000). Вага 0,8—1 кг. Довжина 28—35 см. Іноді порівнюється із землерийкою, хоча найбільш схожий на представників родини тенреків з Мадагаскару.
Мешкає кубинський щілинозуб у вологих гірських лісах Національного парку Алехандро-де-Умбольдт (Світова спадщина ЮНЕСКО з 2001 року), а іноді населяє луки. Веде нічний спосіб життя. Вдень ховається в печерках, дуплах дерев, під камінням або в інших укриттях. Самки риють нори й роблять кубла. Оселяються невеликими родинними групами. Їдять усе, але загалом комах на регулярній основі, земляних черв'яків й невеликих хребетних, а іноді й фрукти та інші рослинні рештки.
Ось що написано про його звички в «Житті тварин» А.Брема:
В деяких гірських місцевостях щілинозуб вельми звичайний. Коли мисливці переслідують його, звір перш за все ховає голову, в надії, що його не знайдуть, і залишається спокійно лежати, так що можна підійти і схопити його за хвіст. В неволі щілезуб охоче приймає їжу, але оскільки погано пережовує її, то м'ясо йому потрібне давати дрібно нарізаними шматочками, щоб він не вдавився. Чистота є необхідною умовою. Щілинозуб охоче йде у воду і відчуває там себе, мабуть, добре, тим більше що йому трапляється при цьому нагода без жодних ускладнень угамувати спрагу, тоді як при питті на землі йому сильно заважає довгий кінець хобота. Його різкий голос нагадує то хрюкання свині, то крик птаха; інколи тварина кричить, як молодий сич. Щілинозуб легко гарячиться, і тоді вельми своєрідно наїжачує шерсть. Курка або яка-небудь інша маленька тварина, що йде мимо, надзвичайно хвилює його, і він прагне схопити їх. Спійману здобич щілезуб, як яструб, розриває своїми довгими, кривими кігтями.
Загрозу популяції становлять свійські хижі тварини — коти, мангусти й собаки. А також повільне розмноження — один послід на 1—3 роки.
Відомі скам'янілості Solenodon, знайдені на північноамериканському материку (Grzimek, 1990). Вони датуються 30 млн років.